# Проблема вичерпання природних ресурсів

Сценарій-2004 вичерпання природних вуглеводнів планети.

Високі темпи приросту споживання природних ресурсів за останні роки і прогресуюче забруднення навколишнього природного середовища породили різні теорії щодо майбутнього забезпечення ними людей на Землі.
Найпоширеніша на Заході теорія вичерпання природних ресурсів і настання природного голоду. Особливо це стосується невідновлюваних природних ресурсів — мінеральної сировини і палива. Для оцінки наростаючих диспропорцій між розвитком суспільства і природними ресурсами рядом дослідників наводяться дані про виснаження запасів мінеральної сировини, скорочення земель, що обробляються, і інших сільськогосподарських угідь, вирубку лісів, зростаючий дефіцит прісної води.
Широко відомі в цьому напрямі теорії, розроблені з ініціативи Римського клубу (неурядововий аналітичний центр, створений у 1970 р.), який ставить на меті розробку і обговорення перспективних проблем світового розвитку. За даними Д.Медоуза, відомі нині запаси корисних копалин будуть вичерпані протягом найближчих десятиріч.
За даними авторитетного міжнародного аналітичного центру, так званого «Римського клубу» (дослідження 2001 р.), поклади алюмінієвих руд будуть вичерпані за наступні 55 років, хрому — за 154, вугілля — за 150, міді — за 49, заліза — за 173, свинцю — за 64, нафти — за 50, природного газу — за 49 років. Причому термін вичерпання ресурсів був обчислений виходячи з припущення, що протягом наступних десятиліть розвідані ресурси зростуть в 5 разів у порівнянні з сучасними даними. Тобто будуть розвідані нові поклади, відкриті нові родовища, але, незважаючи, на це, час, коли вичерпаються запаси руд металів і паливно-енергетичних ресурсів, дуже близький — він співвимірний зміні від 2-3 до 5-6 поколінь.
Це змушує шукати нові ареали, об'єкти і способи видобутку й переробки копалин для отримання життєво важливих для людства сировинних та енергетичних ресурсів. З іншого боку — очікується відмова від соціальної філософії «суспільства споживання» й значне скорочення необов'язкових витрат, що спроможне на декілька поколінь продовжити термін користування мінеральними ресурсами землі.
Нові ареали — це, перш за все, води Світового океану, корисні копалини його дна, поховані води і розсоли земних надр, а також сьогоднішні відходи переробки мінеральної сировини — терикони, хвостосховища, мулонакопичувачі, інші відвали тощо. З точки зору підземних споруд особливо цікавими є гірничі виробки під дном океанів та морів (сьогодні такі вже є), а також виробки в зоні впливу підземних водойм.
У табл. 1 показані терміни вичерпання запасів окремих корисних копалин за прогнозами Римського клубу.
Табл. 1. Прогноз вичерпання ресурсів корисних копалин Землі
(за даними Римського клубу, 2001 р.)
| Речовини      | Глобальні запаси, т | Річне зростання запасів, % | Час вичерпання, роки |
| Алюміній      | 1,2·109             | 6,4                        | 55                   |
| Хром          | 1,7·108             | 2,6                        | 154                  |
| Вугілля       | 5·1012              | 4,1                        | 150                  |
| Мідь          | 3·108               | 4,6                        | 48                   |
| Залізо        | 1·1011              | 1,8                        | 173                  |
| Свинець       | 1·108               | 2,0                        | 64                   |
| Нафта         | 4,5·1011            | 4,0                        | 50                   |
| Природний газ | 3·1013 м3           | 4,7                        | 49                   |

Ці та інші варіанти світових моделей показують, що внаслідок вичерпання природних ресурсів і зростаючого забруднення в середині XXI ст. почнеться криза, зростання населення зміниться його скороченням, станеться світова катастрофа. Кращим варіантом є модель стабілізації економіки населення: капітал прямує в сільське господарство і сферу послуг, а в промисловість — тільки для відшкодування зносу. У цьому випадку світова економічна система буде існувати за межами XXI ст. Який би сценарій розвитку не обрало людство, варто врахувати, що криза, пов'язана з вичерпанням природних ресурсів, є неминучою. 
Результати досліджень вчених різних країн світу, проведені за завданням ООН, оптимістичніші. Вони прогнозують прогрес світової економіки на тривалий період.
У роботі американського вченого В. Д. Нордхауза «Ресурси як обмежувач зростання» показується, що кінцеві мінеральні ресурси (які можуть бути вилучені) у багато разів перевершують відомі, і якщо вийти з сучасного річного споживання, то їх вистачить на тривалі терміни використання (табл. 2)
Табл. 2. Можливі строки видобутку різних корисних копалин
| Корисні копалини | Розвідані запаси у відношенні до річного споживання | Кінцеві запаси у відношенні до річного споживання |
| Вугілля          | 2736                                                | 5119                                              |
| Мідь             | 45                                                  | 340                                               |
| Залізо           | 117                                                 | 2657                                              |
| Фосфор           | 481                                                 | 1601                                              |
| Молібден         | 65                                                  | 630                                               |
| Свинець          | 10                                                  | 162                                               |
| Цинк             | 21                                                  | 618                                               |
| Сірка            | 30                                                  | 6897                                              |
| Уран             | 50                                                  | 8455                                              |
| Алюміній         | 23                                                  | 68066                                             |
| Золото           | 9                                                   | 102                                               |